# Mizerów (gromada)
Mizerów – dawna gromada, czyli najmniejsza jednostka podziału terytorialnego Polskiej Rzeczypospolitej Ludowej w latach 1954–1972.
Gromady, z gromadzkimi radami narodowymi (GRN) jako organami władzy najniższego stopnia na wsi, funkcjonowały od reformy reorganizującej administrację wiejską przeprowadzonej jesienią 1954 do momentu ich zniesienia z dniem 1 stycznia 1973, tym samym wypierając organizację gminną w latach 1954–1972.
Gromadę Mizerów z siedzibą GRN w Mizerowie utworzono – jako jedną z 8759 gromad na obszarze Polski – w powiecie pszczyńskim w woj. stalinogrodzkim, na mocy uchwały nr 21/54 WRN w Stalinogrodzie z dnia 5 października 1954. W skład jednostki weszły obszary dotychczasowych gromad Kryry (z wyłączeniem terenów wchodzących w skład gromady Kobielice) i Mizerów ze zniesionej gminy Suszec w tymże powiecie. Dla gromady ustalono 17 członków gromadzkiej rady narodowej.
29 lutego 1956 z gromady Mizerów wyłączono kolonię Branica, włączając ją do gromady Suszec w tymże powiecie.
20 grudnia 1956 województwo stalinogrodzkie przemianowano (z powrotem) na katowickie.
31 grudnia 1961 do gromady Mizerów włączono wieś Brzeźce ze zniesionej gromady Poręba w tymże powiecie.
Gromada przetrwała do końca 1972 roku, czyli do kolejnej reformy gminnej.